# Sjömanskyrkan, Pula
Sjömanskyrkan (kroatiska: Mornarička crkva, italienska: Chiesa della Marina, tyska: Marinekirche), formellt Vår Fru av Havets kyrka (kroatiska Crkva Gospe od Mora, italienska Chiesa di Madonna del Mare), är en romersk-katolsk kyrka i Pula i Kroatien. Den uppfördes åren 1891–1898 i det dåvarande österrikisk-ungerska Pola (Pula) och är belägen i stadsdelen Sveti Polikarp (it. San Policarpo) som är en del av lokalnämndsområdet Sveti Polikarp-Sisplac (italienska San Policarpo-Sisplaz).   

## Historik
Vid 1800-talets hälft hade Pula utsetts till den österrikiska (sedermera österrikisk-ungerska) krigsflottans främsta bas. Den österrikisk-ungerska marinens närvaro och aktivitet i staden ledde till stor inflyttning av soldater, tjänstemän och arbetare. I slutet av 1800-talet hade Pulas befolkning vuxit till närmare 32 000 invånare. Det stora antalet yrkesverksamma med anknytning till marinen ledde till behovet av en ny kyrkobyggnad. Den 1 juni 1891 lades således grundstenen till Sjömanskyrkan i närvaro av kejsar Frans Josef I.
Arbetet med kyrkans uppförande leddes av Maximilian Daublebsky von Sterneck, amiral i den österrikisk-ungerska örlogsflottan och kejsarens förtrogne. Amiralen hade bland annat det ekonomiska ansvaret för bygget som kom att kosta 100 000 kronor. Av dessa hade kejsar Frans Josef I donerat 5 000 kronor.
Den officiella invigningsceremonin hölls år 1898 vid Sjömanskyrkogården trots att kyrkan till fullo inte var helt färdig.

## Arkitektur
Tre arkitekter har lämnat avtryck på kyrkans arkitektoniska utformning i nybysantinsk- och nyromansk stil. Inledningsvis gavs den välrenommerade arkitekten Friedrich von Schmidt uppdraget att rita kyrkan. Då denne avled bara några månader efter att arbetet inletts övertog Victor Lunz projektet. En rad konflikter mellan Lunz och flottkommandot ledde dock till att Lunz fick lämna sitt uppdrag. Istället slutfördes kyrkans arkitektoniska utformning under Natale Tommasis överinseende.
Kyrkans fasad består av istrisk sten från Brijuni-öarna och marmor från stenbrott i Oprtalj och Brtonigla. I projektet ingick inte bara uppförandet av en kyrkobyggnad. Även markområdet i byggnadens närhet omfattades och inkluderade bland annat trappor mot havet och ett utkikstorn som dock aldrig färdigställdes.